# 采矿业

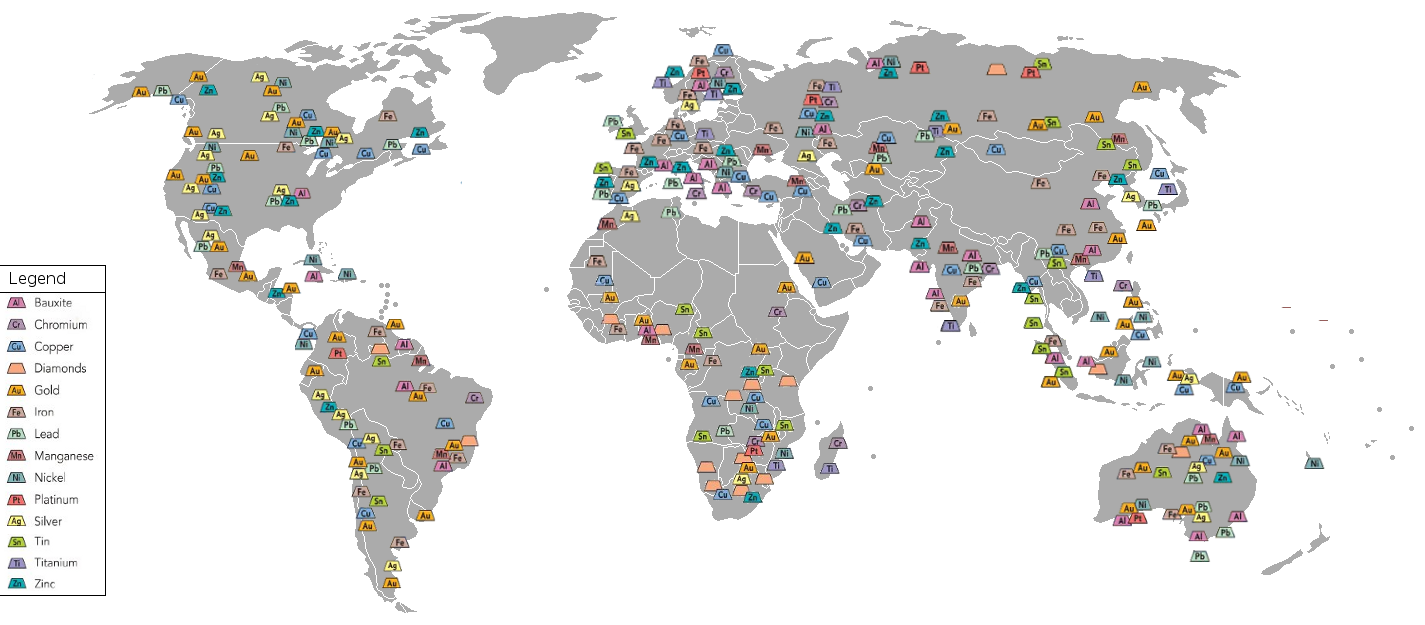
世界主要礦場

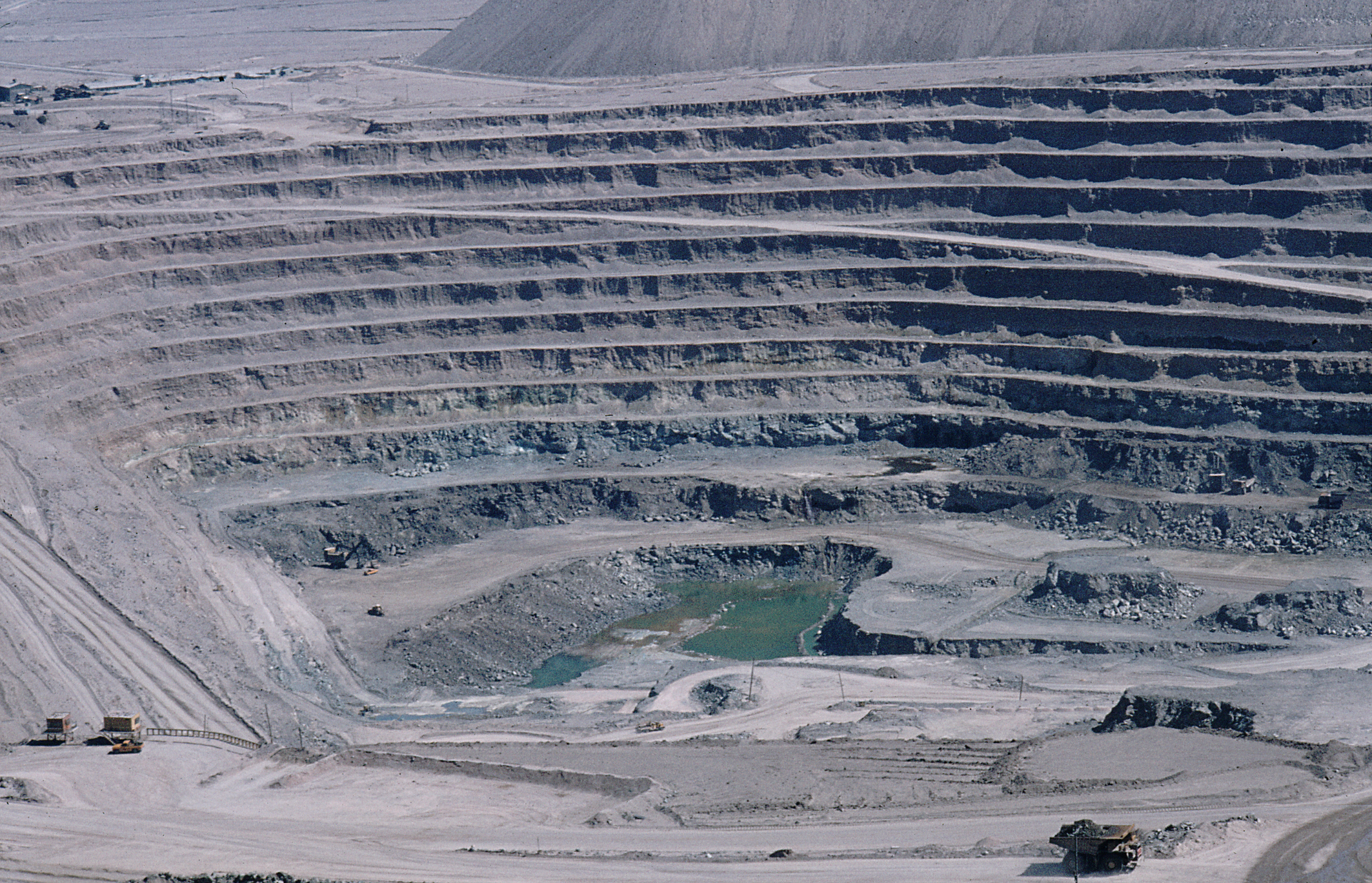
智利丘奇卡马塔，世界最大的露天铜矿

采矿业是从地下开采有经济价值的矿物或其他物质的活动，开采的部位都是矿物比较集中的矿床，采矿业开采的物质包括鋁土礦、煤、钻石、铁、稀有金属、铅、石灰石、镍、磷、岩盐、锡、铀和钼等，几乎任何不能由农业生产的原始物质都是由矿物提供的，从广义来说，石油、天然气、甚至地下水的开采都能算做采矿业范畴。

## 历史

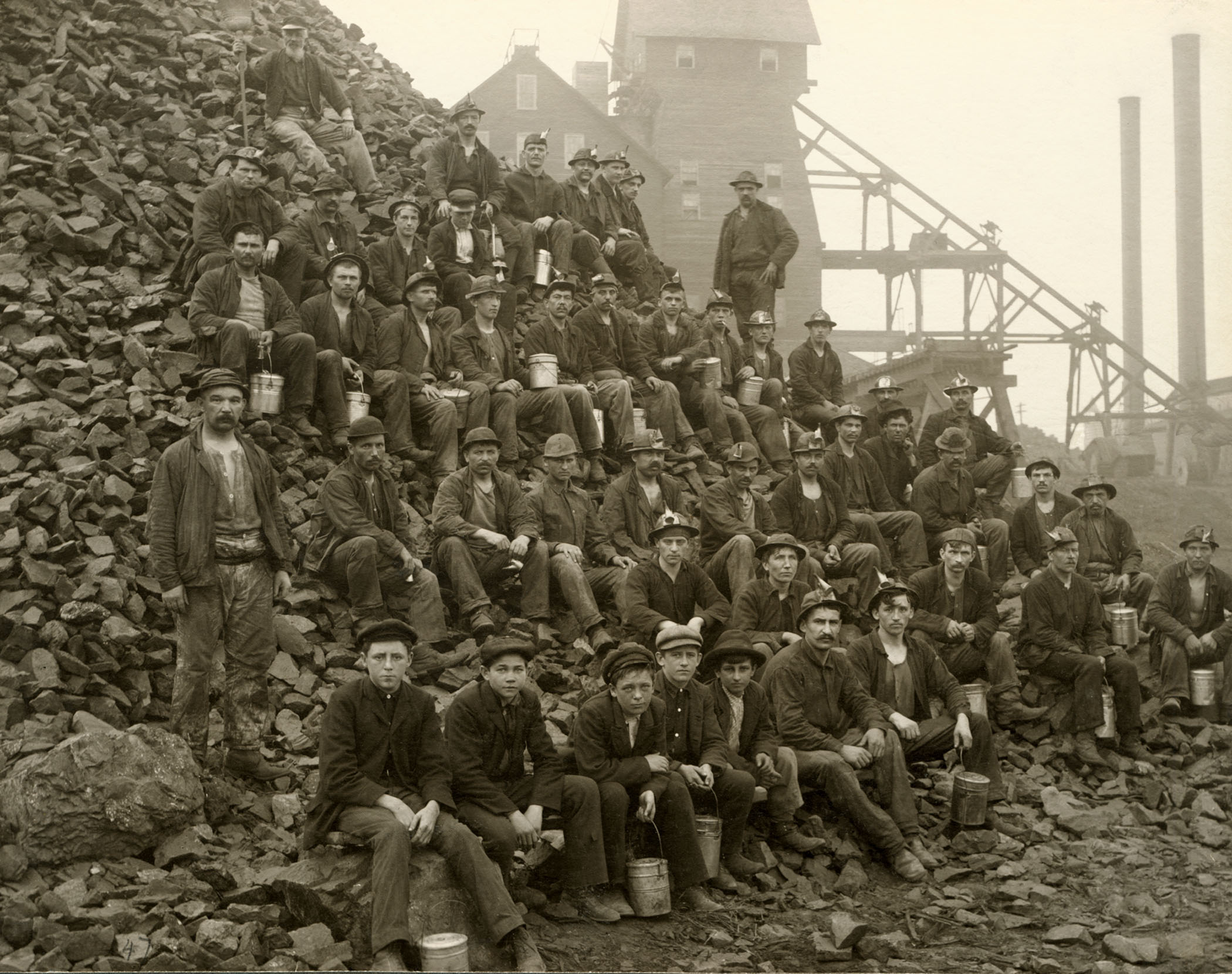
美国密执安州塔马拉克铜矿1905年的矿工合影

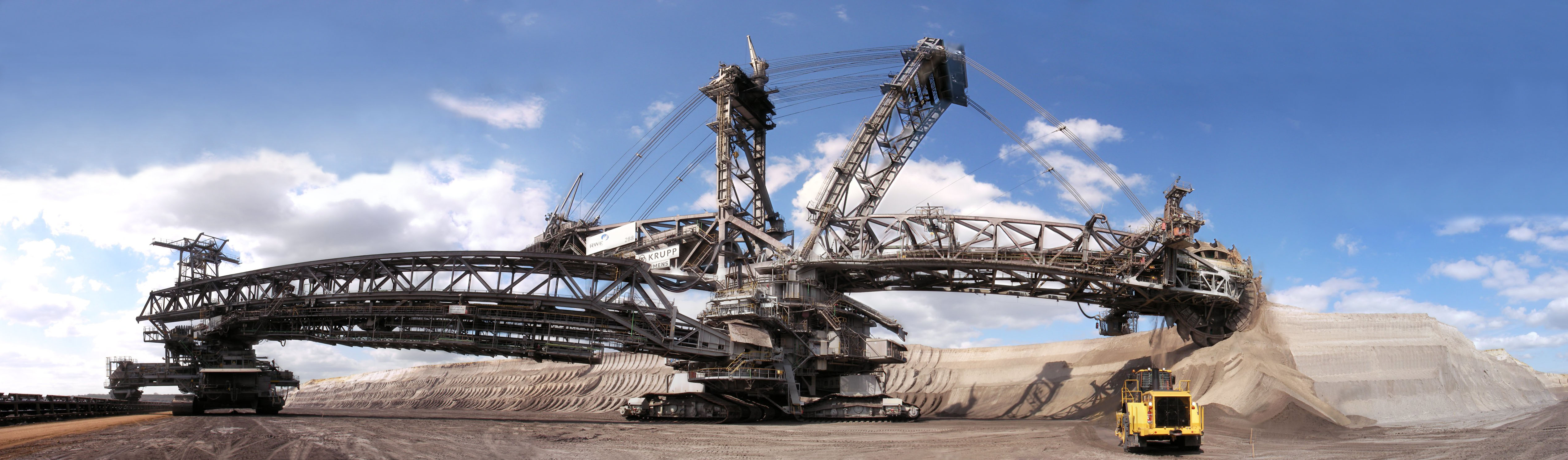
霸格288煤礦挖掘機

已知最早的人类采矿遗址大概是斯威士兰的“狮穴”，根据放射性测定大约是属于43,000年前的矿穴，当时是开采赤铁矿用于做原始人图腾的颜料。在匈牙利也发现了一个原始人开采燧石用于制作武器和工具的矿场。另外在西奈半岛也发现一个古埃及开采绿松石的矿场。 
1627年，在斯洛伐克第一次使用黑色火药开矿。
人类采矿业的发展是和技术革命联系在一起的。石器时代使用石器、木头和骨头采矿，地下开采采用木头支撑。青铜时代开采工具和支撑物的关键受力点换成了青铜，铁器时代换成了铁器。铁器时代晚期出现了初期的炸药黑火药。第一次工业革命把此前的人力开采换成了机械作业，有了蒸汽机，黑火药换成了硝化甘油火药。第二次工业革命使用内燃机和TNT，第三次工业革命开始使用核电、计算机还有更先进的炸药，如中国的全氮阴离子盐和美国的金属氢。
从更广的层次来看，石器时代人类的生产工具和武器是石器，骨头和木头，青铜时代换成了青铜，铁器时代换成了铁器，铁器时代还出现了炸药。第一次工业革命将蒸汽机带入工厂和战场，第二次工业革命带入了内燃机，第三次工业革命带入了核电，炸药也在从铁器时代到这三次工业革命中由黑火药变成硝化甘油，TNT，到全氮阴离子盐和金属氢。

## 采矿的步骤
1. 探矿，寻找可能存在的矿床；
2. 勘探，确定矿床的蕴涵量和范围；
3. 定量估算矿物的品质和埋藏范围；
4. 进行可行性研究，决定是否有开采价值；
5. 对矿山建设进行经济规划；
6. 开发，建设矿山，开采矿物；
7. 精选矿物；
8. 恢复由于开采造成的土地破坏。

## 采矿技术

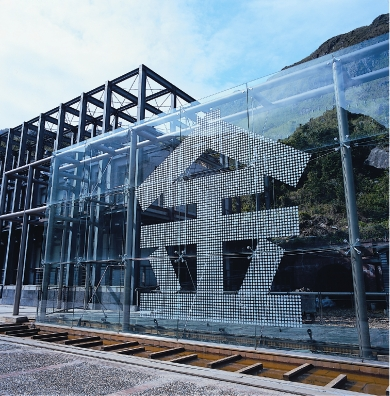
台灣金礦業黃金博物館

基本分为两种形式
- 地表采矿
  - 大型露天采矿
  - 采石场
  - 普通露天开采
  - 砂矿开采
  - 削去山头开采

- 地下采矿
  - 浅矿床开采
  - 斜井采矿
  - 直井采矿
  - 硬岩采矿
  - 钻井采矿

## 选矿
选矿是一门专业的科学技术，从矿石中提炼浓缩有价值的矿物，有化学方法和机械方法，包括粉碎、研磨、重力選礦法、水选等多道工序，精选后残余部分为尾矿，需要抛弃。为了防止污染环境，尾矿的处置也是需要研究的课题。

## 环境影响

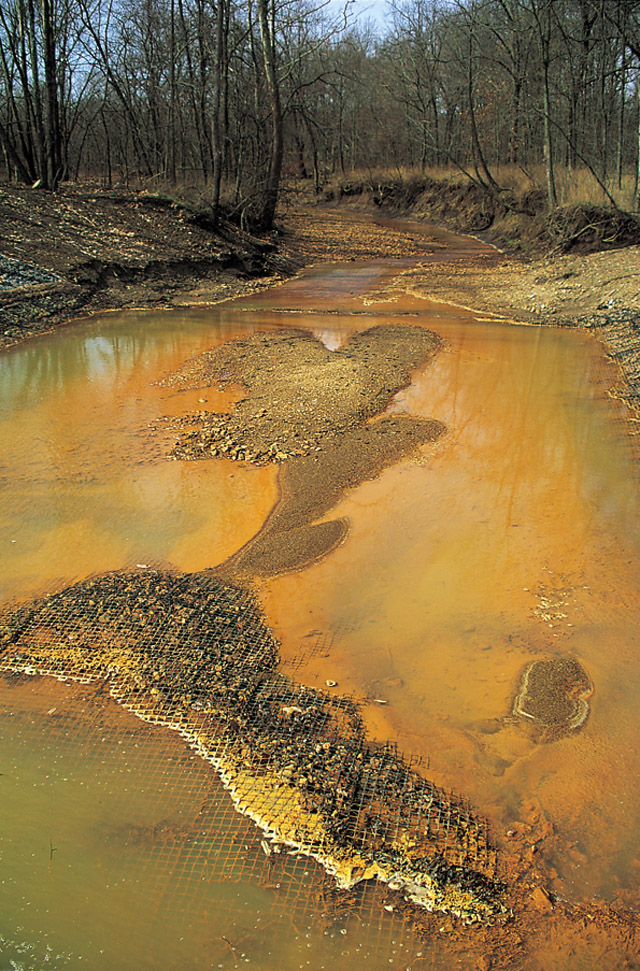
由于露天煤矿的酸性废水排放，造成氧化铁在溪水中的沉积

采矿业对环境的影响包括水土流失、矿坑造成的地面沉降、生物多样性的破坏以及采矿过程中含化学物的废水对地下水的污染等。
现代许多国家对采矿业有严格的环境保护和恢复地表状态的法律法规，保证采矿区域要恢复原有的状态，甚至要求比采矿以前的环境更好。使用过去的方法采矿，对采矿业限制不严格的国家，采矿业会对环境造成无法弥补的伤害，同时会影响人类的健康。
采矿业会对周围环境和地下水造成相当大的影响，化学物质会集中污染大片地区，例如煤矿就会产生大约20多种有毒化学物质，会经由排放水和供应水的渠道扩散污染范围。有严格控制法律的国家，采矿业必须有水文专家和地质学家仔细研究处理污染物，一般采用五种单独措施，处理水污染问题：水分离系统、含污染物废水集中存塘、地下水采集系统、地表水排放系统和隔离系统。对于含有酸性污染物的水要直接排放到水处理系统处理。

## 采矿事业
以前可以由私人或小公司从事采矿事业，但现代采矿事业需要大量的资本投入，一般都是由国际知名的大企业从事。

## 采矿人员

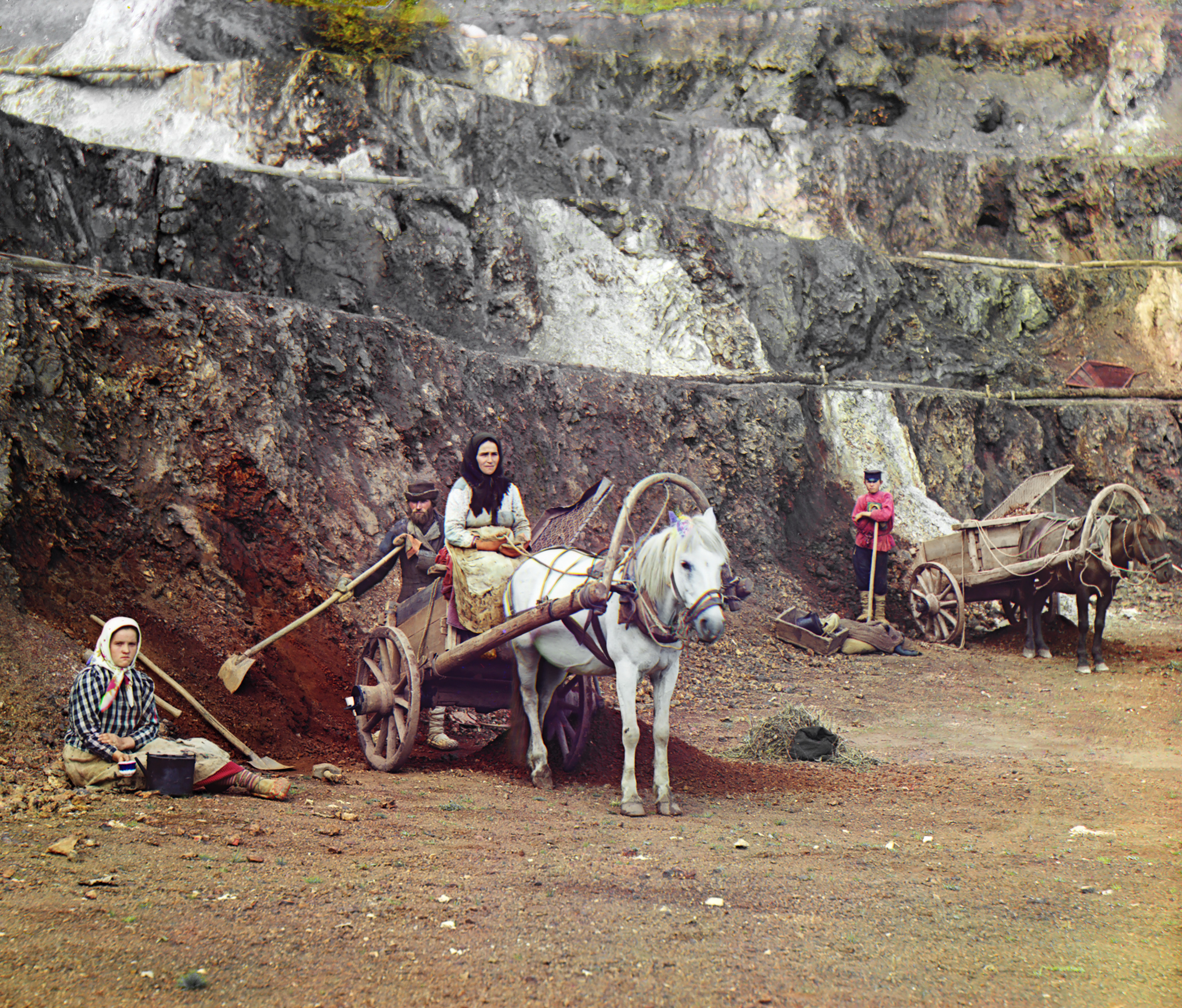
1910年的美國鐵礦工

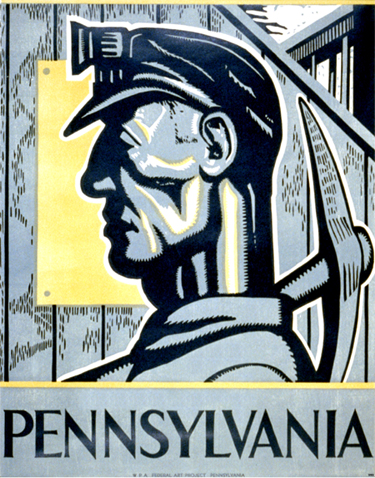
賓州礦工工會標誌

现代采矿事业不再仅仅是在地上挖掘，需要许多不同领域的专门人员。直接或间接地加入到采矿行业中来，包括工程师、实验室技术人员、地质学家、环境科学家等
采矿业雇员的工资一般较其他工種高，尤其是在偏远地区的矿山工作，根据美国劳动统计局的调查，煤矿工人的工资要高出平均工资的30%，在采矿业工作的大学毕业生或地质工程师平均年工资为8万美元。在采矿业一般只能工作到46-50岁，而因爲健康，前景，環境等問題的影響，目前主修采矿业的人越来越少。

## 矿山设计软件
目前矿山设计最大的进步是采用了三维设计软件，不再像以前人工设计那样耗费时间，只要勘探人员、地质学家、矿山工程师和其他方面的技术人员输入必要的数据，软件可以给出最优化的开采设计。

## 矿山机械
矿山机械要能够破碎和移走任何硬度的岩石，挖掘机、钻机、炸药和卡车是必不可少的，尤其对于露天开采。地下开采的机械更为复杂和昂贵，许多国际著名的这公司生产连续采掘的机械。

## 安全问题
安全问题一直是采矿业最重要的问题，尤其对于地下开采，虽然现代采矿业的比几十年前要更为安全，但也经常发生矿难事故。2010年3月28日王家岭煤矿发生透水事故有超過100人被救出。
矿井通风是保障矿工安全的关键，通风不好会导致矿工发生矽肺病。尤其在煤矿会造成瓦斯（甲烷）积累，发生爆炸。通风系统是由强力排风扇完成的，使矿井内达道负压，新鲜空气会由其他管道输入矿井，达到良好的空气循环。从反面教材而言，本溪湖煤礦爆炸中停止向井下送風导致更多死亡。

## 废弃的矿井

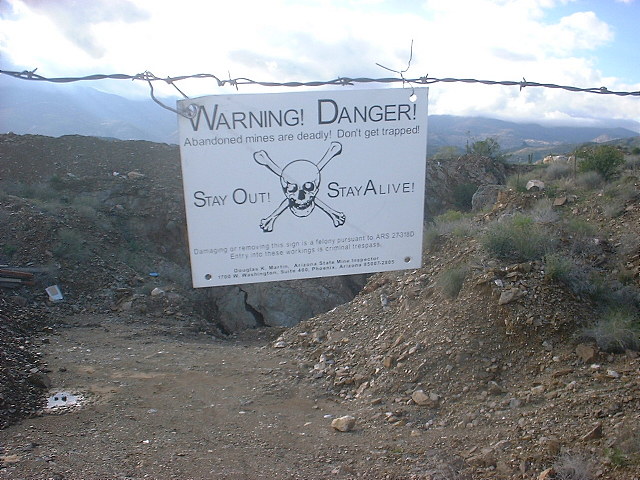
美国亚利桑那州废弃矿井外的明显警告标志：保持距离，保持生存（Stay out, stay alive.）

在美国大约有70-80万个废弃的矿井，许多还伴随着被废弃的村镇（“鬼镇”）。专家们强烈警告不要进入这些矿井，不要到那里去探险。废弃的矿坑经常有有毒或窒息气体的累积，或例如蝙蝠、蛇等有毒动物生存，矿坑周围还会有土地侵蚀造成的塌陷，进入这些矿坑是非常危险的。每年都会有十几个人在这些矿井中受到伤害甚至丧命，美国矿山安全和健康署发起一个“保持距离，保持生存”运动，目的为了警告和教育孩子们和成年人在废弃的矿井附近玩耍和探险是非常危险的。昔日礦場有從高處誤墮地底足以致命及塌陷等危險。充滿積水的環境對搜救的救護員亦容易造成危險。礦場工人亦較易患上肺病。

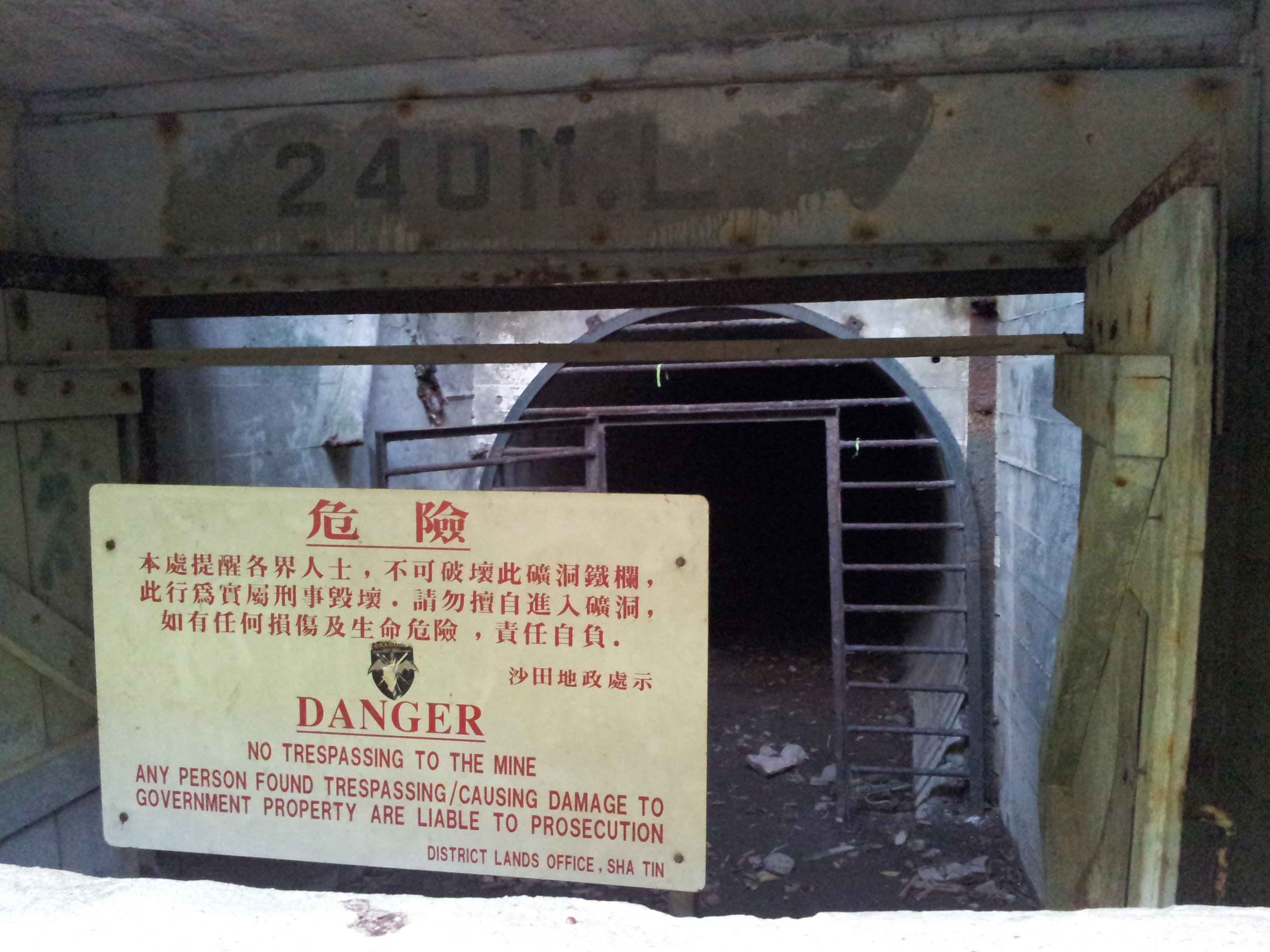
香港馬鞍山礦場240ML礦洞
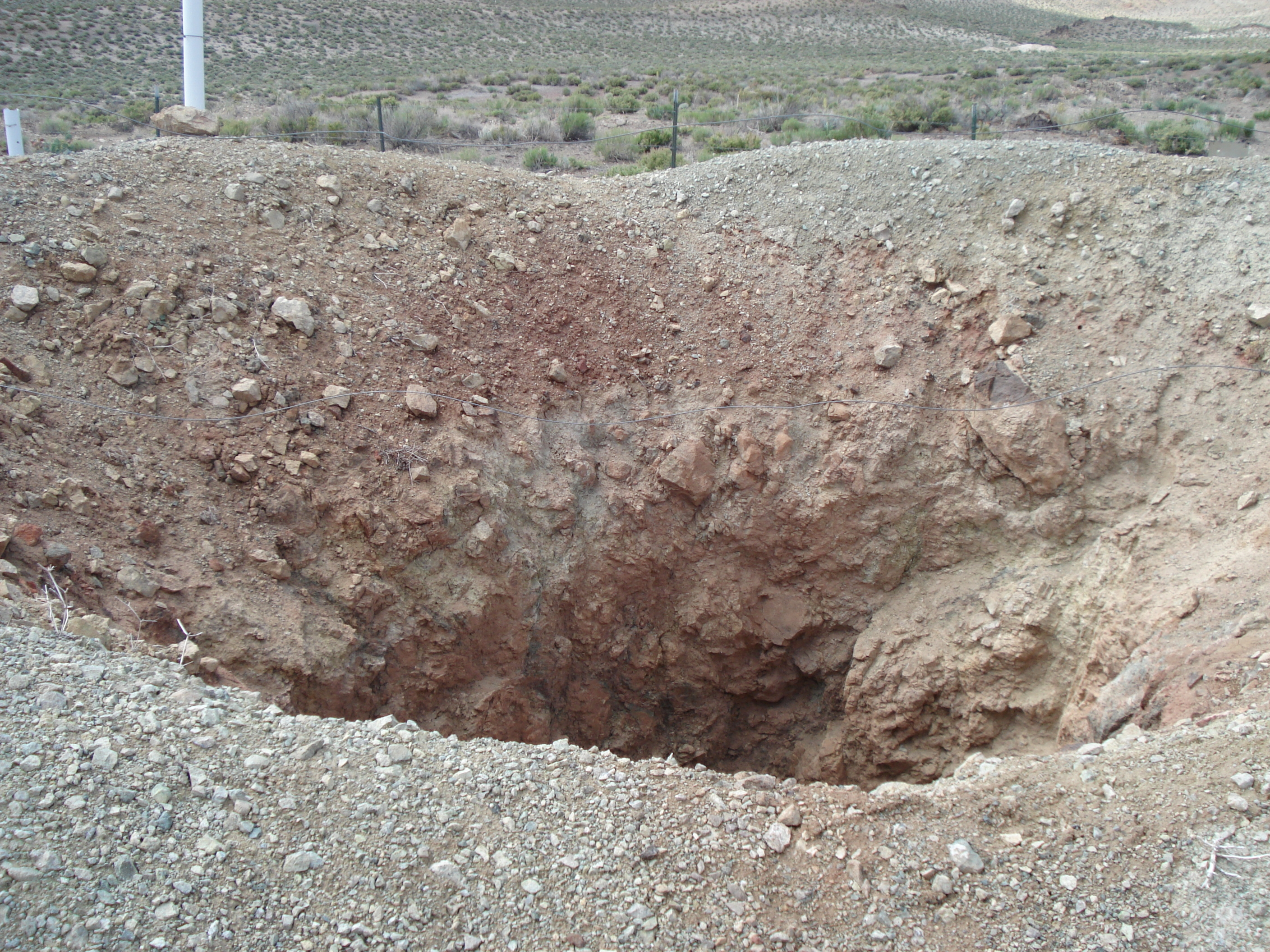
内华达州的废弃矿井